# Collado Villalba
Collado Villalba er en by og kommune i det centrale Spanien i Madrid-regionen. Den har et indbyggertal på 66.698 (2024) indbyggere.